# Seltenbach (Donau)
Der Seltenbach ist ein gut 12 Kilometer langer Bach, der im Stadtzentrum von Tuttlingen (Baden-Württemberg) von rechts und Süden in die Donau mündet. Das Einzugsgebiet liegt im  Karst der Schwäbischen Alb; ein erheblicher Teil der dortigen Niederschläge versickert und fließt über den Aachtopf und die Radolfzeller Aach zum Untersee des Bodensees und damit zum Rhein.

## Namen
Zwei Tuttlinger Spottgedichte deuten den Namen „Seltenbach“ als Bach, der nur äußerst selten fließt. Der Geologe Wilhelm Spitz nannte den Bachnamen bezeichnend, da im Seltenbach nur selten Wasser fließe, dann aber viel.
Der durch Emmingen ab Egg führende Oberlauf wird von der Gemeinde Emmingen-Liptingen sowohl Seltenbach als auch Mühlebach genannt.

## Geographie

### Verlauf
Der Ursprung des Seltenbachs liegt in einem Feuchtbiotop mit sumpfig-quelligen Grund im Gewann Hägele rund 2 Kilometer westlich von Emmingen. Ab dem Ursprung verläuft der Seltenbach für gut 3 Kilometer weitgehend gestreckt nach Osten in einem eher als Mulde denn als Tal zu charakterisierenden offenen Gelände. Dabei passiert der Bach weitere Feuchtbiotope sowie mehrere Weiher mit einer maximalen Größe von 0,44 Hektar. Von links fließen zwei Bächlein mit einer Länge von jeweils rund 600 Meter zu, das obere kommt aus dem Gewann Bohnbrunnen, das untere verläuft am Westrand von Emmingen. Der Seltenbach passiert das Unterdorf von Emmingen in offenem Lauf und wendet sich dann im Gewann Jauchertal etwas mehr nach Norden. Hier mündet von rechts der einzige ins Amtliche Digitale Wasserwirtschaftliche Gewässernetz (AWGN) aufgenommene Zufluss, ein ebenfalls als Seltenbach bezeichneter, rund 700 Meter langer Graben aus dem Gewann Vordere Wiese.
Noch im Jauchertal liegt links des Bachlaufs die Kläranlage von Emmingen, ab der die bislang offene Mulde in ein enges Tal mit Wiesen im Talgrund und häufig mit Wald bestandenen Hängen übergeht.
Am unteren Ende des Jauchertals mündet von rechts das Langetal mit einem gut 2 Kilometer langen, unbeständigen Bachlauf. Dieser entsteht nordnordwestlich von Liptingen in der Flur Wasserfurche in einem Gebiet mit mehreren Quellen, deren Schüttung normalerweise nicht zur Entstehung eines Bachs ausreicht. Der unbeständige Gewässerlauf fließt anfänglich nach Südsüdwest, ehe er in das nach Westen gerichtete Langetal einschwenkt.
Ab dem Langetal verläuft das Seltenbachtal Richtung Nordwesten und nimmt etliche, oft nur kurze Trockentäler auf. Zu den längeren Trockentälern zählen das Schlündistal von links mit der B 491 von Engen, das Kohltal von rechts mit der B 14 von Stockach und das auf gleicher Höhe mündende Haresser Tal von links. Durch Kohltal und Haresser Tal verläuft die Gemeindegrenze zwischen Emmingen-Liptingen und Tuttlingen, die früher Landesgrenze zwischen Baden und Württemberg war.
An der Einmündung der B 491 in die B 14 liegt der Äußere Talhof, talabwärts folgen mit dem Inneren Talhof und dem Gallertalhof zwei weitere Wohnplätze von Tuttlingen. Am Gallertalhof mündet von links das 3 Kilometer lange Trockental Wendelsgrund, im oberen Teil Gabental genannt.
In Höhe der ersten Tuttlinger Wohngebiete am linken Hang durchfließt der Seltenbach das 1992 erbaute Hochwasserrückhaltebecken Seltenbach mit einem 8,6 Meter hohen Erddamm, einem Dauerstauraum von 9.000 m³ und einem gewöhnlichen Hochwasserrückhalteraum von 91.000 m³.
Rund 250 Meter unterhalb des Rückhaltebeckens tritt der Seltenbach in eine etwa 2,7 Kilometer lange Verdolung ein, die bis zur Mündung in die Donau reicht. Anfänglich nach Westen fließend, schwenkt der Bachlauf in einem lang gezogenen Rechtsbogen nach Norden. Dieser Teil des Seltenbachtals ist Teil eines alten Donaulaufs mit gegenläufiger Fließrichtung um den Umlaufberg Honberg.
Das Tuttlinger Stadtzentrum erreicht der Seltenbach unter der Stockacher Straße, unterquert den Platz Obere Vorstadt mit dem Zentralen Omnibusbahnhof und fließt dann unter der Straße Am Seltenbach zu seiner Mündung in die Donau zwischen Großer Bruck und dem Kino Scala.
Der Seltenbach ist etwa 12,2 km lang, hat ein mittleres Sohlgefälle von etwa 13 ‰ und die Mündung in die Donau liegt etwa 161 Höhenmeter unterhalb des Ursprungs.

### Einzugsgebiet
Das Einzugsgebiet des Seltenbachs ist 30,2 km² groß. Im AWGN sind 34,2 km² angegeben; diese Fläche umfasst mit dem Heiligental und dem Duttental (auch Tuttental) zusätzlich zwei Trockentäler, die direkt zum Donautal führen. Eine sehr kleine Fläche unweit des Seltenbach-Ursprungs gehört zur Gemarkung von Immendingen; der große Rest des Einzugsgebiets entfällt auf die Gemarkungen der Stadt Tuttlingen und der Gemeinde Emmingen-Liptingen. Höchster Punkt des Einzugsgebiets ist der Witthoh mit 862 m ü. NHN, ein Aussichtsberg mit Blick in den Hegau und zu den Alpen, der rund 800 Meter nördlich des Seltenbach-Ursprungs liegt.
Die Südgrenze des Einzugsgebiets ist zugleich die Europäische Hauptwasserscheide zwischen Rhein und Donau. Etwas unterhalb seines Ursprungs nähert sich der Seltenbach der Hauptwasserscheide auf gut 100 Meter an; Konkurrent ist hier der Lehenholzgraben, dessen Ursprung dank seiner rheinischen Erosionsbasis knapp 50 Meter tiefer als der Seltenbach liegt. Alle rheinischen Konkurrenten des Seltenbachs gehören zum Einzugsgebiet des Saubachs, der nördlich von Singen (Hohentwiel) in die Radolfzeller Aach mündet.
Das nördlich des Seltenbach-Unterlaufs angrenzende Einzugsgebiet entwässert direkt zur Donau; zu ihm gehört der untere Teil des alten Donaulaufs um den Umlaufberg Honberg. Im Südosten grenzt das Einzugsgebiet der Krummbach an; die direkt benachbarten Flächen haben keine oberirdischen Fließgewässer. Alle anderen angrenzenden Einzugsgebiete umfassen Trockentäler oder Täler mit kurzen, im Karst versinkenden Bachläufen, die auf das Donautal im Norden ausgerichtet sind: Im Westen das Goggental, im Nordwesten das Heiligental und das Duttental und im Osten das Rottweiler Tal südlich von Nendingen.

## Geologie
Im Südwesten des Einzugsgebiets und damit auch am Oberlauf des Seltenbach steht die Jüngere Juranagelfluh an; bei Liptingen die Untere Süßwassermolasse auf kleineren Flächen. Am Seltenbach liegt die Schichtgrenze zum Weißen Jura unterhalb von Emmingen. Am Hangfuß des Tals streichen bis Tuttlingen die Hangende-Bankkalk-Formation, die Zementmergel-Formation, die Liegende-Bankkalk-Formation, die Obere- und Untere-Felsenkalk-Formation, die Lacunosamergel-Formation sowie die Wohlgeschichtete-Kalk-Formation aus. Am Lauf des Seltenbachs, aber auch in den größeren Trockentälern, haben sich überwiegend Abschwemmmassen aus dem Holozän abgelagert. In Emmingen und Liptingen wurde bis in die Mitte des 19. Jahrhunderts in größerem Umfang Bohnerz gewonnen.
Die Jura-Schichten fallen mit rund 3 Prozent ungefähr nach Südosten ein. Am Stadtrand von Tuttlingen liegt die herzynisch streichende Seltenbach-Verwerfung mit der Hochscholle im Südwesten und einem maximalen Höhenunterschied von 15 Metern. Die in gleicher Richtung streichende Gruppe der Emminger Verwerfungen ist bei geringen Verwerfungsbeträgen nur durch die günstigen Aufschlussbedingungen erkennbar. Rund einen Kilometer westlich von Emmingen kreuzt der Seltenbach die Emminger Juranagelfluhrinne, eine etwa 40 Meter eingetiefte, von Nordwest nach Südost streichende Rinne aus dem Obermiozän.
Im Einzugsgebiet des Seltenbachs sind acht Aufschlüsse oder ehemalige Steinbrüche im Jura als Geotope ausgewiesen. Neben Bachversinkungen und Trockentälern treten als weitere Karsterscheinung Dolinen auf. Bohnerzgruben und Dolinen sind wegen ihrer ähnlichen Formen leicht zu verwechseln.
Die Juranagelfluh ist wegen tonig-mergeliger Schichten nur gering wasserdurchlässig; es treten viele kleine Quellen mit geringer Schüttung aus. Nach Überschreiten der Schichtgrenze zum Jura versickern die Fließgewässer in dessen verkarsteten Schichten.
Um den Verbleib des im Karst versickernden Wassers zu klären, wurden mehrere Markierungsversuche durchgeführt. Im November 1904 gab der Stuttgarter Geologe Karl Endriss in zwei Brunnen im Tuttlinger Stadtgebiet Uranin ein. Bei dem spärlich dokumentierten Versuch waren nur im Aachtopf Spuren von Uranin festzustellen, die jedoch kein eindeutiger Nachweis waren.
Im Juni 1928 wurde im Jauchertal östlich von Emmingen Uranin eingegeben, als der Bach einen Abfluss von wenigen Litern pro Sekunde hatte und nach 600 Metern vollständig versickert war. Am nächsten Tag ging ein heftiges Gewitter nieder. Im 9 Kilometer entfernten Aachtopf konnte nach 70 Stunden Uranin nachgewiesen werden, was einer Abstandsgeschwindigkeit von 140 Meter pro Stunde entspricht.

Markierungsversuch mit Streusalz beim Sickerschacht Alexanderstraße im August 1969
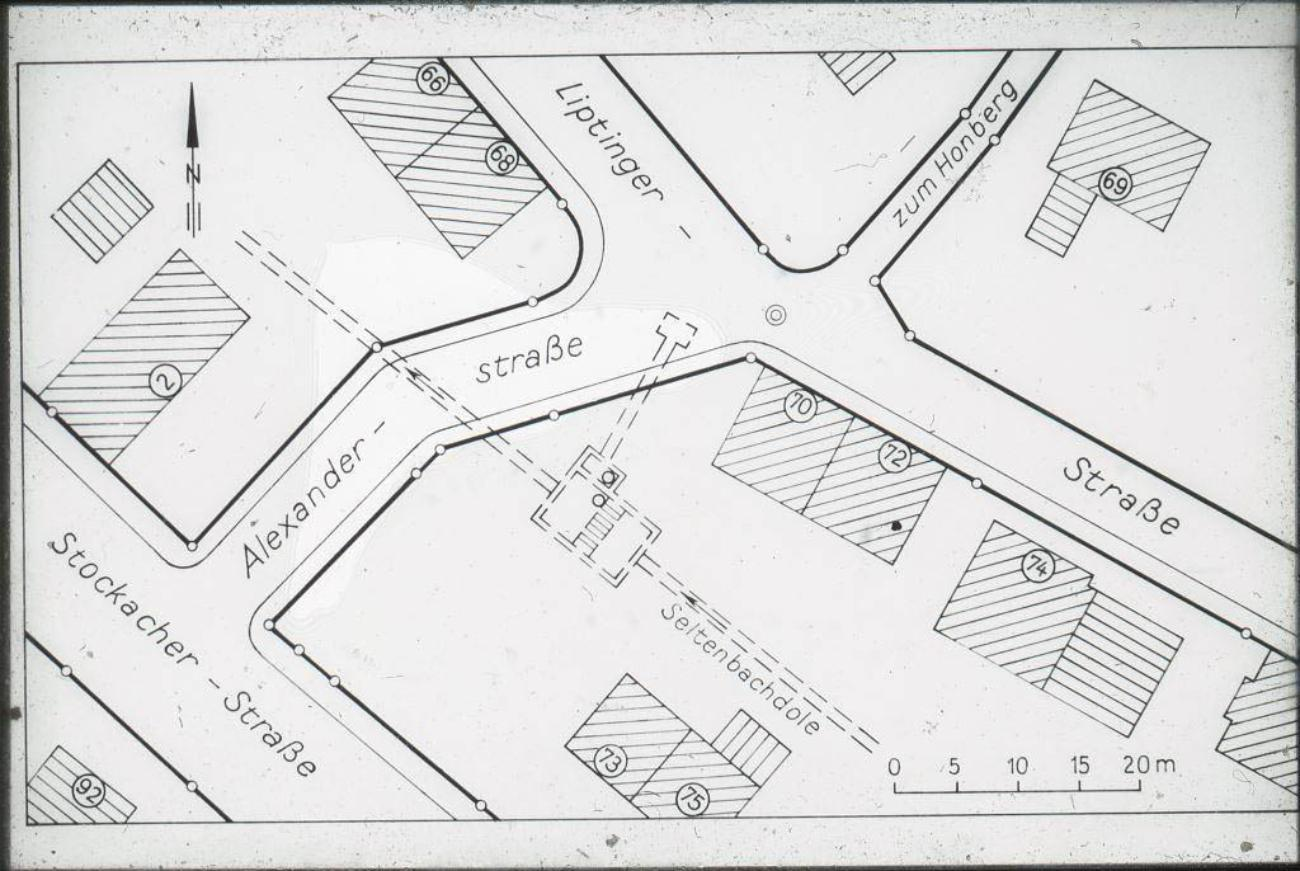
Lageplan des Sickerschachtes
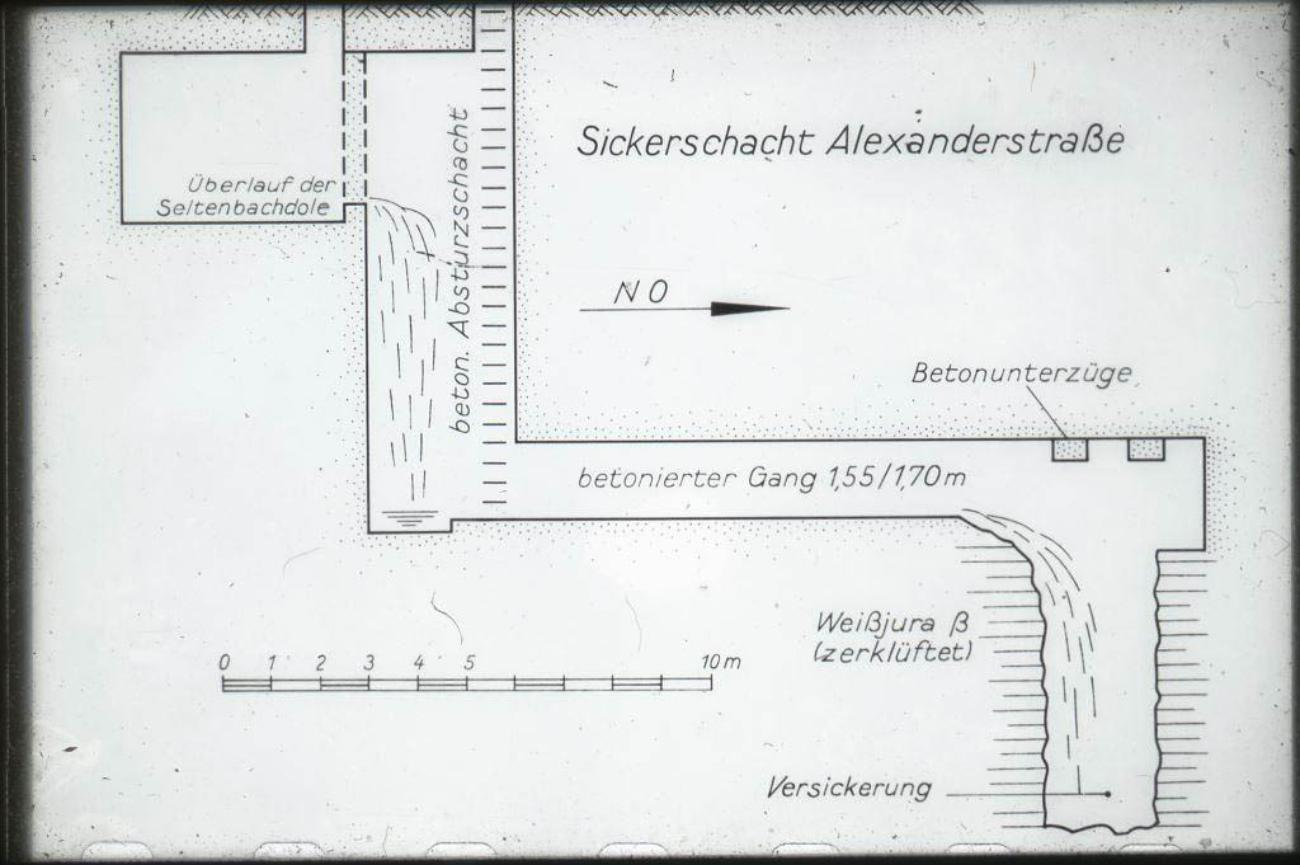
Längsschnitt des Sickerschachtes
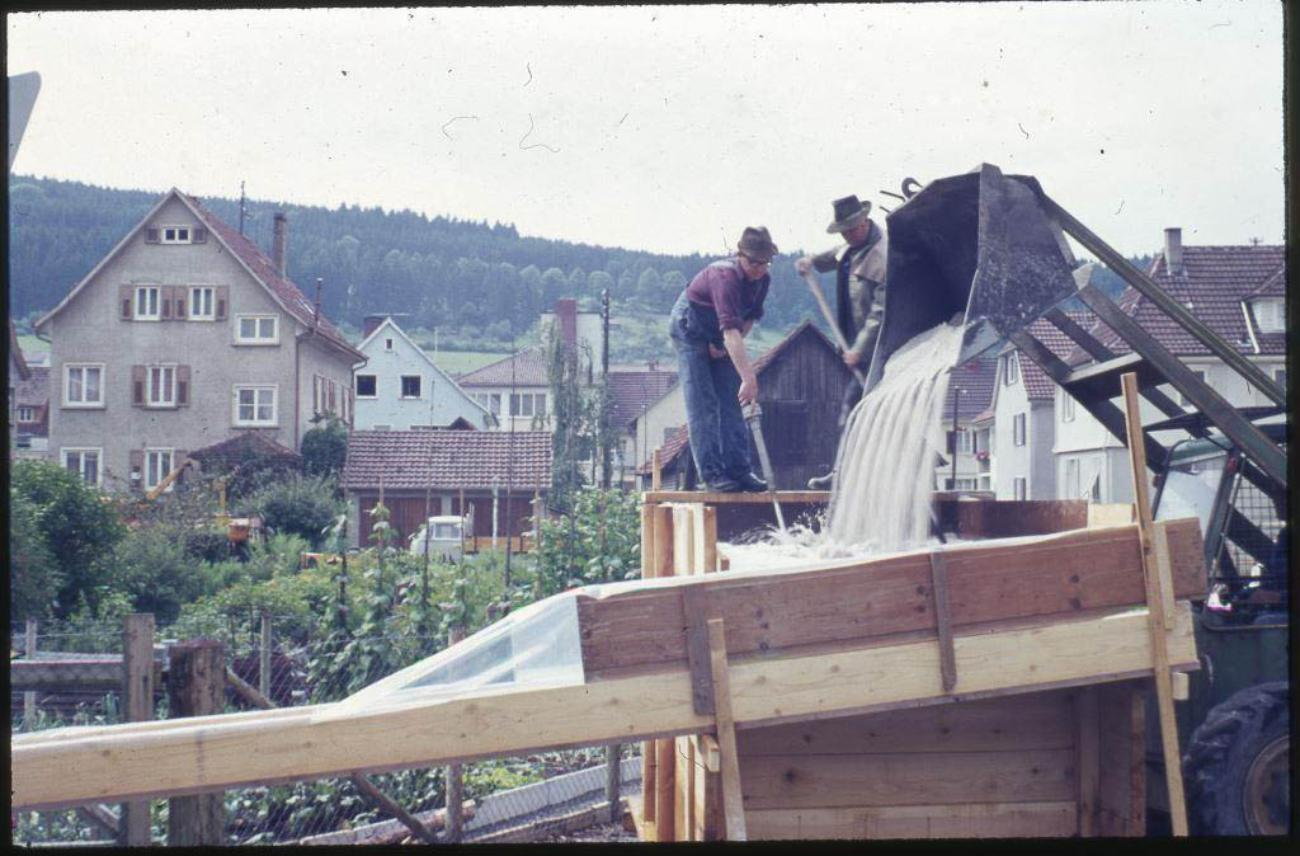
Einfüllen des Streusalzes

Ein Markierungsversuch im August 1969 war Teil einer Serie von 12 Versuchen im Donau-Aach-Gebiet, die im Vorfeld der 2. Internationalen Fachtagung zur Untersuchung unterirdischer Wasserwege mittels künstlicher und natürlicher Markierungsmittel in Freiburg 1970 durchgeführt wurden. Eingabepunkt war eine 1711 vor den Toren Tuttlingens eingebrochene Doline, die heute unter der Kreuzung Liptinger Straße/Alexanderstraße liegt. Die Doline wurde beim Bau der Seltenbachdole um 1938 ausbetoniert und zum Sickerschacht ausgebaut, um den Seltenbach bei Hochwasser entlasten zu können. Im Februar 1937 sollen bei einem Hochwasser 800 Liter pro Sekunde versickert sein. Als Markierungsmittel dienten 50 Tonnen Streusalz, die in einem Holzbottich in 250 Kubikmeter Wasser aufgelöst wurden. Anschließend wurden 100 Kubikmeter Wasser nachgespült. Im 15,8 Kilometer entfernten Aachtopf wurden 97 Prozent des Salzes nachgewiesen; die Fließzeit betrug 68 Stunden, was einer Abstandsgeschwindigkeit von 230 Meter pro Stunde entspricht. Die Versuchsergebnisse sprechen für ein durchgehendes, nicht verzweigtes Karstgerinne in rheinischer Kluftrichtung.

## Geschichte
Der wenig wasserdurchlässige Untergrund im Oberlauf des Seltenbachs ermöglichte den Betrieb der  Emminger Dorfmühle, die schon vor 1600 bestand. Der Gemarkungskarte von 1881 zufolge lag die Mühle zwischen einem Mühlenteich im Süden und dem Seltenbach im Norden. Das Gebäude der Mühle ist erhalten und steht unter Denkmalschutz (siehe Liste der Kulturdenkmale in Emmingen-Liptingen).
Die Emminger Kläranlage ging 1970 in Betrieb. Das geklärte Wasser versickert üblicherweise auf dem Bachabschnitt bis zum Inneren Talhof, der vor 1970 meist trocken lag.
Westlich von Liptingen liegt der Scheitelhochbehälter der Bodensee-Wasserversorgung, der zwischen 1956 und 1958 erbaut wurde. Der Notüberlauf, Übereich genannt, entwässert über das Langtal zum Seltenbach.
Der heutige Verlauf der Seltenbachdole in der Tuttlinger Innenstadt geht möglicherweise auf eine Verlegung des Bachs ungefähr im 12. Jahrhundert zurück. Seinerzeit wurde die Stadtmauer erbaut; es wird vermutet, dass der Seltenbach in den Graben vor der Stadtmauer eingeleitet wurde. Die Geländehöhen sprechen für einen ursprünglichen Verlauf westlich der Innenstadt, was sich auch im Juni 1953 bei einem Hochwasser zeigte, als dort mehrere Straßen überschwemmt wurden.
Vor 1836 verlief die Straße von Tuttlingen nach Liptingen und Stockach im Bett des Seltenbachs. Ein Feldweg oberhalb des Äußeren Talhofs nutzte bis weit in das 20. Jahrhundert das Bachbett. Mehrere Spottgedichte aus der Zeit vor der Verdolung des Seltenbachs enthalten detailreiche Beschreibungen des Unrats, der im meist trockenen Bachbett entsorgt wurde.
Die ab 1938 erbaute Seitenbachdole ist Teil der Tuttlinger Kanalisation; im Mischsystem wird auch Abwasser abgeleitet. Vor der Mündung in die Donau wird das Abwasser abgetrennt und zur Kläranlage geführt. Es ist geplant, die gesamte Dole auf Trennsystem umzustellen und zur besseren Abführung von Starkregen zu vergrößern. Ab August 2022 wurde ein erstes Teilstück als vorgezogene Baumaßnahme umgebaut.
Hochwasser des Seltenbachs wird vor allem durch Gewitter am Oberlauf ausgelöst, kann aber auch Folge von Schneeschmelze sein. Im September 1793 ertranken ein 14-jähriger Junge und mehrere Pferde. Weitere Hochwasserereignisse sind für den Juni 1831, den Juli 1859, den Januar 1920 und den Juni 1953 überliefert.
Am 28. Juli 2014 löste eine Unwetterzelle über dem Witthoh ein Hochwasser des Seltenbachs aus, das deutlich über einem hundertjährlichen Ereignis lag. In Emmingen-Liptingen fielen in 5 Stunden 109 Millimeter Regen, in der Stunde des stärksten Niederschlags waren es 76 Millimeter. Für den Seltenbach in Höhe der Emminger Kläranlage wurde ein maximaler Abfluss von 12 Kubikmeter pro Sekunde errechnet, am Hochwasserrückhaltebecken vor Tuttlingen war der Abfluss noch wesentlich höher. In Emmingen wurden zahlreiche Häuser und Straßen überflutet; an Durchlässen des Seltenbachs traten erhebliche Schäden auf. Das Hotel im Äußeren Talhof musste evakuiert werden. In Tuttlingen war vor allem der Süden der Stadt betroffen. Auch in Trockentälern kam es zu Schäden.

## Schutzgebiete
Das gesamte Einzugsgebiet des Seltenbachs liegt im Naturpark Obere Donau. Vom Naturschutzgebiet Mühlebol-Wolfental unweit des Seltenbach-Ursprungs gehört eine kleine Fläche zum Einzugsgebiet. Die Landschaftsschutzgebiete Bergwiesengewand Haldenlang, Honberg, Witthohstraße mit angrenzenden Wiesen und Witthoh zwischen Lohhof, Württembergerhof und Aichhalderhof, soweit nicht bewaldet liegen vollständig oder teilweise innerhalb des Einzugsgebiets.

### LUBW
Amtliche Online-Gewässerkarte mit passendem Ausschnitt und den hier benutzten Layern: Lauf und Einzugsgebiet des Seltenbachs

Allgemeiner Einstieg ohne Voreinstellungen und Layer: Daten- und Kartendienst der Landesanstalt für Umwelt Baden-Württemberg (LUBW) (Hinweise)
1. 1 2  Höhe nach dem Digitalen Geländemodell der Online-Gewässerkarte.
2. 1 2  Länge nach dem Layer Gewässernetz (AWGN).
3. 1 2  Einzugsgebiet nach dem Mündungsknoten des Seltenbachs bei Abfluss-BW – ein Daten- und Kartendienst der Landesanstalt für Umwelt Baden-Württemberg (Hinweise)
4. ↑  Seefläche nach dem Layer Stehende Gewässer.
5. ↑  Länge abgemessen auf dem Hintergrundlayer Topographische Karte.
6. ↑  Daten des Hochwasserrückhaltebeckens nach dem Layer Stauanlage.
7. ↑  Einzugsgebiet nach dem Layer Basiseinzugsgebiet (AWGN).
8. ↑  Geotope nach dem einschlägigen Layer.
9. ↑  Schutzgebiete nach den einschlägigen Layern, Natur teilweise nach dem Layer Geschützte Biotope.

### Andere Belege
1. ↑  Alfred G. Benzing: Geographische Landesaufnahme: Die naturräumlichen Einheiten auf Blatt 186 Konstanz. Bundesanstalt für Landeskunde, Bad Godesberg 1964. → Online-Karte (PDF; 4,1 MB)
2. ↑  Streng, Seltenbach, S. 8, 10.
3. ↑  Wilhelm Spitz: Blatt 8018 Tuttlingen der Geologischen Karte von Baden-Württemberg, Erläuterungen. Freiburg im Breisgau/Stuttgart 2000 (Nachdruck der Ausgabe von 1930), S. 87.
4. 1 2  ’s Blättle. Mitteilungsblatt der Gemeinde Emmeningen-Liptingen. 51(2014), Nr. 31–34 (PDF, 4,6 MB).
5. ↑  Gemeinde Emmingen-Liptingen: Bauarbeiten B 491 – Mühlebachdurchlass – vor dem Ende. 29. November 2018 (Abgerufen am 14. April 2024).
6. 1 2 3 4  Streng, Seltenbach, S. 6.
7. ↑  Geologie nach den Layern zu Geologische Karte 1:50.000 auf: Mapserver des Landesamtes für Geologie, Rohstoffe und Bergbau (LGRB) (Hinweise)
8. ↑  Albert Schreiner: Blatt 8019 Neuhausen ob Egg der Geologischen Karte von Baden-Württemberg, Erläuterungen. Stuttgart 2000 (Nachdruck der Ausgabe von 1979), S. 63.
9. ↑  Schreiner, Blatt 8019, S. 58, 61.
10. ↑  Werner Käß: Das Donau-Aach-System. Die Versickerung der Oberen Donau zwischen Immendingen und Fridingen (Südwestdeutscher Jurakarst). (=Geologisches Jahrbuch, Reihe A, Heft 165) Schweizerbart, Stuttgart 2021, ISBN 978-3-510-96862-6, S. 84 f.
11. ↑  Schreiner, Blatt 8019, S. 66, 70 f.
12. ↑  Käß, Donau-Aach-System, S. 140.
13. ↑  Käß, Donau-Aach-System, S. 152.
14. ↑  Käß, Donau-Aach-System, S. 92 f. 164.
15. ↑  Käß, Donau-Aach-System, S. 181 f.
16. ↑  Erich Stärk: Emmingen ab Egg. Geschichte eines Hegaudorfes. (=Schriften des Landkreises Donaueschingen, 5) Huggle & Rehm, Radolfzell 1955, S. 61 f.
17. ↑  Gemarkungskarte Emmendingen ab Egg und Schlatterhof. Blatt 1, Vermessung 1881, beim Landesarchiv Baden-Württemberg
18. ↑  Alfred Eble: Liptingen. Geschichte eines nellenburgischen Dorfes. Schwarzwälder Bote, Singen (Hohentwiel) 1968, S. 154.
19. ↑  Streng, Seltenbach, S. 7 f.
20. ↑  Streng, Seltenbach, S. 4 f.
21. ↑  Streng, Seltenbach, S. 5, 9f.
22. ↑  Stadt Tuttlingen: Pressemitteilung Baustart Tiefbauarbeiten für Seltenbachdole vom 23. August 2022 (abgerufen am 12. April 2024).
23. ↑  Streng, Seltenbach, S. 3–5.
24. ↑  Vorgang 2014/168 im Ratsinfosystem der Stadt Tuttlingen (Abgerufen am 11. April 2024).